# Deep Zone Project

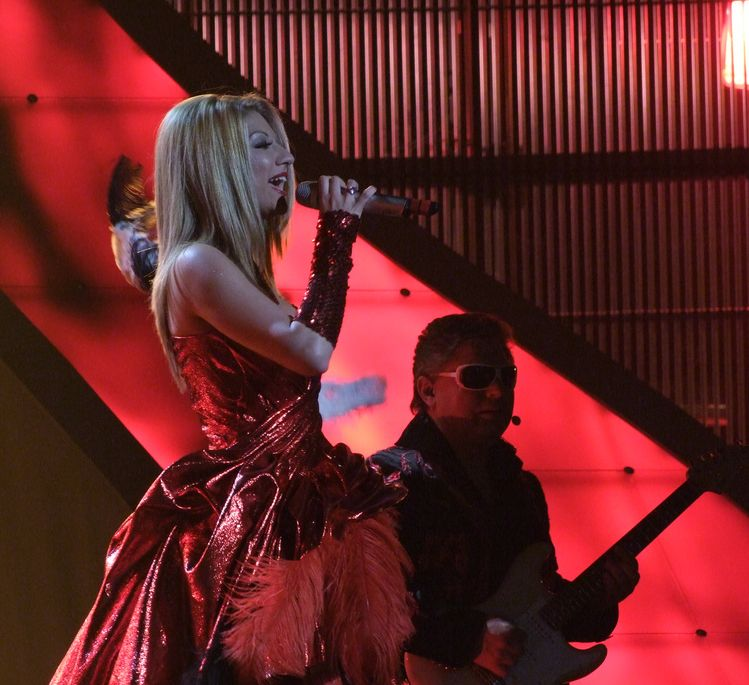
Deep Zone & Balthazar em Belgrado (2008)

Deep Zone Project é um grupo bulgaro. O grupo foi o representante da Bulgária no Festival Eurovisão da Canção 2008, juntamente com Balthazar.